# Хейманн, Лида Густава
Лида Густава Хейманн (нем. Lida Gustava Heymann; 15 марта 1868, Гамбург — 31 июля 1943, Цюрих)— немецкая феминистка, пацифистка и активистка движения За права женщин.
Вместе со своей партнёршей Анитой Аугспург была одной из самых видных фигур в буржуазном женском движении. Она была, среди прочего, в авангарде немецкой Ассоциации женских групп (Verband Fortschrittlicher Frauenvereine).

## Биография
Она была соучредителем аболиционистского движения в Германии. В этой роли она вступила в конфликт с законом, протестуя против работы с проститутками и призывая к отмене государственного регулирования в этой сфере. Хейман хотела «помочь женщинам освободиться от мужского доминирования». Она основала женский центр, предлагающий питание, ясли и консультации. Она также основала совместную для мальчиков и девочек среднюю школу и профессиональные ассоциации для женщин-клерков и театральных работников.
В 1902 году она совместно с Анитой Аугспург основала первое немецкое Общество женского избирательного права (Verein für Frauenstimmrecht) в Гамбурге. Также вместе они издавали газету Frau im Staat («Женщины в государстве») с 1919 по 1933 год, которая предоставляла пацифистские, феминистские и демократические позиции по различным темам. Хотя Хейман никогда не состояла в партиях и не занималась партийной политикой, она питала симпатии к социал-демократическим и социалистическим идеям. С 1888 года она хранила работу Августа Бебеля «Женщина и социализм».
В 1915 Хейманн была соучредителем Международного женского конгресса в Гааге.
В 1923 году Хейман и Аугспург призвали изгнать Адольфа Гитлера из Германии. Когда Гитлер захватил власть в 1933 году, обе были за пределами страны; и больше в Австрию не вернулись. Их имущество было конфисковано, а документы уничтожены, они поселились в Швейцарии. Хейман умерла в 1943 году от рака и была похоронена на кладбище Флентерна.

## Публикация мемуаров Хейманн и Аугспург

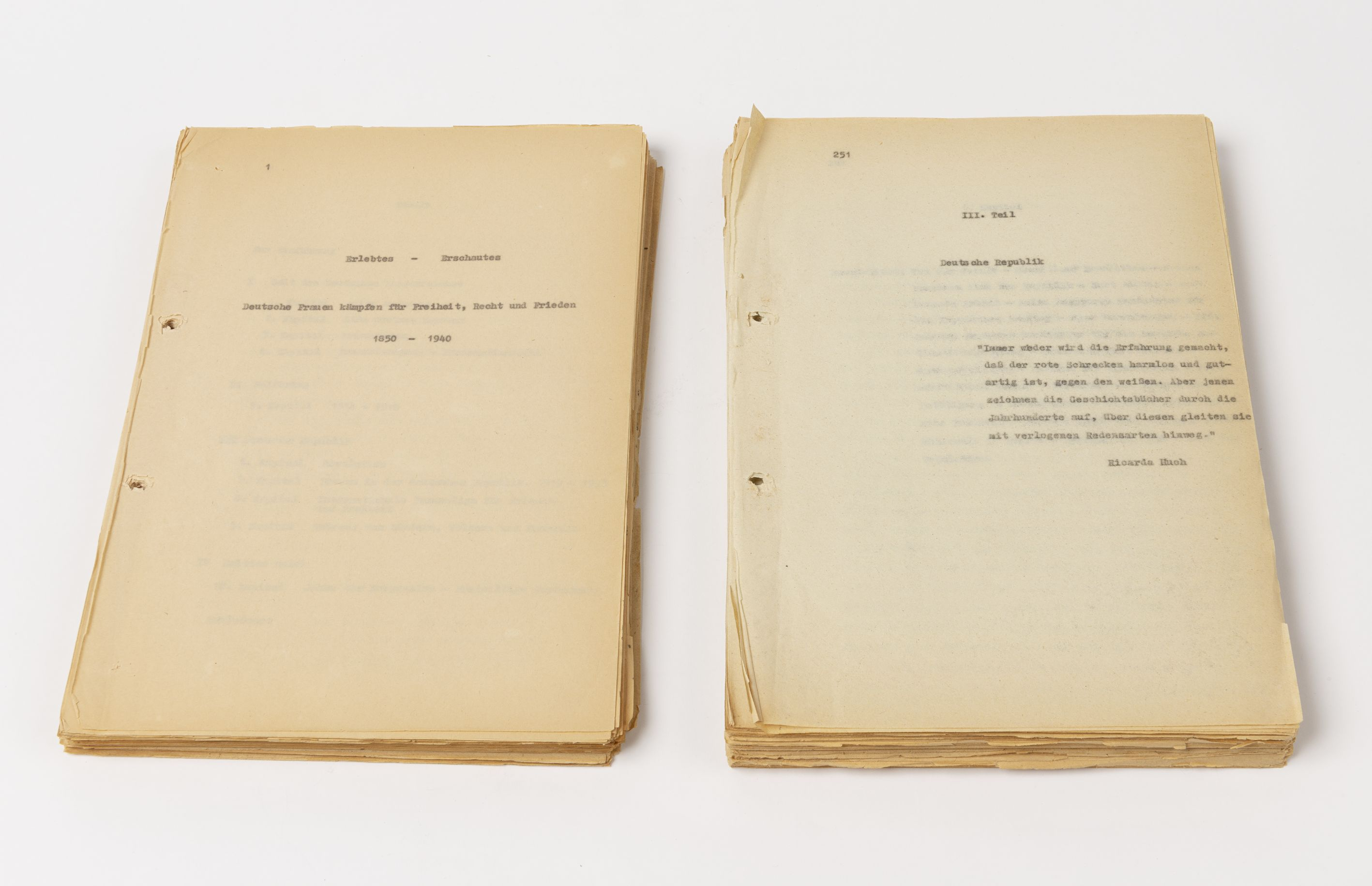
Рукопись мемуаров Аниты Аугспург и Лиды Густава Хейманн: «Erlebtes — Erschautes!», датируемые с начала 1941 г.

Воспоминания Хейманн и Аугспург включают три рукописи: две копии, по-разному датированные, которые находились у племянника Хейманн, а также экземпляр, который хранится в архиве немецкого женского движения, который был передан подругой Хейманн и Аугспург Анной Риппер, являвшейся бывшим председателем отделения WILPF в Гамбурге. Мемуары были впервые опубликованы в 1972 году политологом Маргрит Твельманн, которая и обнаружила местонахождение рукописей.

## Память
- В честь Хейманн названы улицы в Брюле (Рейнланд)[7].
- На кладбище Флентерн в Цюрихе в честь Хейманн и Аугспург в декабре 1993 воздвигнут памятный камень[8][9].
- В честь Аугспург-Хейманн названа премия Национального трудового сообщества лесбиянок в Северном Рейне-Вестфалии, вручавшаяся с 2009 по 2015 год.
- В честь Хейманн будет названа улица в районе Нойштадт города Бремен[10].